# Pinghe (socken i Kina, Hunan)
Pinghe (kinesiska: 平和, 平和乡) är en socken i Kina. Den ligger i provinsen Hunan, i den södra delen av landet, omkring 300 kilometer söder om provinshuvudstaden Changsha. Antalet invånare är 10893. Befolkningen består av 4 868 kvinnor och 6 025 män. Barn under 15 år utgör 22,0 %, vuxna 15-64 år 68 %, och äldre över 65 år 9,0 %.
Genomsnittlig årsnederbörd är 1 920 millimeter. Den regnigaste månaden är maj, med i genomsnitt 290 mm nederbörd, och den torraste är oktober, med 35 mm nederbörd.